# Peucetia rajani
Peucetia rajani är en spindelart som beskrevs av Gajbe 1999. Peucetia rajani ingår i släktet Peucetia och familjen lospindlar. Inga underarter finns listade i Catalogue of Life.